# Robert Josephsson
Robert Albin Josephsson, född 4 oktober 1895 i Halltorps socken, död 20 oktober 1972 i Stockholm, var en svensk journalist.
Robert Josephsson var son till verkstadsägaren Joseph Johansson. Efter skolgång vid Stockholms privatgymnasium till 1915 blev Josephsson medarbetare i Kalmar Läns Tidning 1916 och redaktionssekreterare i Borås Dagblad samma år. Han var 1917–1919 redaktionssekreterare och 1920–1922 andre redaktör vid Smålands Allehanda med ett kortare avbrott som nattredaktör i Göteborgs Morgonpost 1919–1920. 1923–1924 studerade Josephsson vid École des Hautes Etudes Sociales et Internationales i Paris och bedrev samtidigt studier i grafisk konst. Efter hemkonsten blev han redaktionssekreterare i Bonniers Vecko-Tidning 1925 och i Vecko-Journalen 1929. Åren 1943–1946 var han tidningens chefredaktör. 1946 blev han biträdande förlagschef hos Åhlén & Åkerlunds Förlag AB. Josephsson, som under paristiden tog starka intryck av den franska politiska tidningsessäistiken, kom under sin tid att lämna stort utrymme åt de politiska reportagen i Vecko-Journalen. Han gjorde själv flera reportageresor till europeiska länder, och lade ned stort arbete på omfattande julnummer av Vecko-Journalen. Han redigerade även flera illustrerade arbeten, bland annat samlingsverket Sveriges försvar (Sjöförsvaret och Flygvapnet 1939) samt hyllningsskriften Marcus Wallenberg 1864–1939.